# Rolfing
A rolfing egy masszázs-terápiás rendszer, amit Ida Pauline Rolf hozott létre az általa alapított „Rolf Institute of Structural Integration” (RISI) keretében 1971-ben.
Rolf és intézete szerint ez egy holisztikus rendszer, amely a lágy szövetek kezelését és az egész test mozgásának oktatását a gravitáció messzemenő figyelembe vételére alapozza. A rolfing-módszert más néven strukturális integrációnak is nevezik.